# Серые облака (Лист)
«Серые облака» (фр. Nuages gris), S.199 — пьеса Ференца Листа для фортепиано соло, написанная 24 августа 1881 года. Является одной из его новаторских работ.
Отходя от своего более раннего виртуозного стиля, Лист в последние годы своей жизни стал искать новые гармонии, которые можно услышать в пьесах «Багатель без тональности» (S. 216), «Unstern» (S.208) и в том числе в композиции «Серые облака». Только во второй половине XX века, с появлением новых стилей музыки, критики и исполнители стали осознавать значение поздних работ Листа.
Пьеса «Серые облака» довольно короткая и технически простая. По словам Джима Самсона, «в этом коротком произведении присутствуют все наиболее характерные черты позднего стиля Листа — отказ от традиционной структуры <…> и использование увеличенного трезвучия в качестве центральной гармонической единицы». 
Сочетания аккордов придают пьесе очень мрачный характер. Леонард Ратнер прокомментировал: «Беспокойные, неразрешимые диссонансы пьесы «Серые облака» и ощущение отчуждения имеют явное сходство с несколько более поздним экспрессионизмом венских композиторов Малера и Шёнберга <…> «Серые облака» ― это музыкальный лидер, указывающий на то, что будет происходить в европейской музыке через несколько десятков лет».
Пьесой вдохновлялись многие композиторы, в том числе Клод Дебюсси  и Маурисио Кагель.